# Ejército Popular Revolucionario
L'Ejército Popular Revolucionario (EPR) és una organització guerrillera de Mèxic. El seu braç polític és el PDPR (Partit Democràtic Popular Revolucionari). Històricament, el EPR havia desenvolupat les seues activitats en els estats mexicans de Guerrero i Michoacán. No obstant això, poc després de les eleccions generals de Mèxic (2006) va iniciar activitats de més ampli abast i repercussió en la capital del país i altres àrees. La seua primera aparició pública fou en Guerrero el 28 de juny de 1996, aniversari de la matança de camperols i copreros en el gual d'Aigües Blanques, ordenada pel governador Rubén Figueroa. Les autoritats mexicanes els han relacionat amb els romanents del Partit dels Pobres.